# Pouvoir (sciences sociales)
Pour les articles homonymes, voir Pouvoir.
Cet article concerne le pouvoir tel que perçu dans la relation entre les individus.

## Définitions
Le pouvoir n'est pas une capacité ou un attribut d'un acteur, c'est une relation d'échange entre deux acteurs sociaux (des individus, des groupes sociaux ou classes sociales), le plus souvent asymétrique, qui permet à l’un des acteurs de faire agir l’autre.
Cependant, il est difficile d'aborder la notion de pouvoir, car elle est mélangée avec la notion de l'autorité. Une approche serait de distinguer ceux qui engagent leurs responsabilités par leurs prises de décisions dans les domaines où n'existe pas de loi définie à l'avance, dans un contexte où ils ont été jugés capables de pouvoir, par ceux qui les ont placé à ces responsabilités : De ceux qui appliquent ou font appliquer une loi déjà définie, qui représenteraient plutôt une autorité, dans un contexte où ils ont été jugés capables de recul et d'analyse sur les situations, par ceux qui les ont missionnés.
On aurait ainsi une amorce pour débrouiller ce mélange entre pouvoir et autorité. Pourquoi ce besoin ? Parce qu'il apparaît en parallèle à la structure séculaire hiérarchique liée à la prise de responsabilité : des structures fonctionnelles (les fameuses missions transversales) dans lesquelles des individus missionnés produisent l'équivalent de mises en demeures cadrées auprès de la hiérarchie, afin que dans le vertige de son bon vouloir cette hiérarchie ne se trouve pas mise hors la loi par ces prises de décisions...
Ces structures fonctionnelles émergent aujourd'hui, à cause de la rupture dans la société amorcée par l'apparition de la normalisation et des décrets d'application qui lui sont liés, dans tous les domaines que cette normalisation affecte.
Nous assistons à un recadrage de l'application du pouvoir qui décide, face à l'application de l'autorité qui oblige de façon contraignante, afin de rester dans la loi des normes prévues.
Nous pouvons distinguer maintenant deux structures aux manettes de la société : le Pouvoir avec ses responsables hiérarchiques - ses relations d'allégeances (contrainte) - ses prises de risques calculés et connus. Et : l'Autorité avec ses responsables fonctionnels - ses relations de coordinations (facilitation) - ses mises en demeures d'obligations contraignantes...

### Max Weber
Comme le disait Max Weber, « l'autorité d'un individu sur un autre repose sur sa légitimité » et « la question est de savoir qui détient le pouvoir (individu, classe sociale, groupe d'individus constitué de différentes manières, ensemble de la population), comment il l'a obtenu et comment il peut le perdre, ce qui détermine le niveau démocratique d'un régime politique » - pouvant aller de la dictature à la démocratie directe.
Weber met en évidence les différentes sources de la légitimité, celles-ci correspondant au caractère d'une autorité qui est acceptée et reconnue par les gouvernés. Il distingue « trois types de légitimité » :
- la légitimité charismatique est fondée sur la reconnaissance par la société du caractère exceptionnel du chef qui lui permet de se distinguer des autres individus de la société. Cette légitimité repose sur la reconnaissance des gouvernés aux qualités supérieures à la moyenne d'un individu qui selon Pareto, autorisent l'appartenance à l'élite. Cette légitimité a toujours existé que ce soit dans la société féodale ou la société contemporaine et les individus qui l'incarnent sont le plus souvent des fortes personnalités qui vont acquérir par la suite une légitimité légale comme Napoléon, Charles De Gaulle et d'autres ;
- la légitimité traditionnelle repose sur le caractère obligatoire de la règle coutumière (selon les coutumes, les traditions). Dans la société féodale on obéit par tradition au roi, au seigneur, au chef de tribu. La volonté du changement est difficile car elle rencontre de l'opposition. Les limites de ce type de pouvoir sont définies par la coutume elle-même. Lorsque la coutume n'a pas fixé de limites, le chef possède le pouvoir absolu, soumis à ses limites
- la légitimité légale se fonde sur la compétence et la validité du statut. On l'appelle également légitimité rationnelle ; la légitimité s'appuie sur des lois et des règles impersonnelles. Elle organise le fonctionnement du pouvoir politique. Cela conduit à une domination de l’État et celle de l'organisation bureaucratique. Cet ensemble est cohérent et logique. La personne a du pouvoir grâce à sa fonction qui représente l'autorité légale et non grâce à sa personnalité (légitimité charismatique). Ces représentants de l'autorité légale reçoivent une partie du pouvoir politique donc leur autorité est légitime. La séparation des pouvoirs (exécutif, législatif et judiciaire) a été instaurée pour qu'aucun individu ne puisse posséder tous les pouvoirs.

Ces trois types de légitimité peuvent se combiner et évoluer d'un type à l'autre. Les monarchies européennes par exemple sont passées de la légitimité du pouvoir traditionnel (pouvoir du roi) à la légitimité du pouvoir légal. Dans la société démocratique, les gouvernements fondés sur la légitimité du pouvoir légal laissent une forte place à la légitimité du pouvoir charismatique du président ou du premier ministre (par exemple) en grande partie grâce à l'intervention des médias dans le domaine politique.

### Steven Lukes
Lukes a initialement développé sa théorie du pouvoir dans son livre Power: a radical view (1974)  et a récemment rediscuté sa théorie dans la seconde édition du livre Power: a radical view second edition (2005). Lukes y fournit une synthèse sur les récents développements des théories du pouvoir. Il y discute le positionnement de ses « trois dimensions du pouvoir » notamment par rapport aux travaux de Bourdieu, Foucault et aux études de genre.
Dans un système simple, le pouvoir ne peut être que rapport de forces (force morale ou force physique). Mais les sociétés humaines sont complexes, et il existe tout un réseau d'obligations réciproques qui lient les gens, et les obligent à (ou les empêchent de) se comporter d'une certaine façon quand ils sont placés dans certaines conditions, au risque, sinon, de tout perdre ou d'être emprisonné.
Cette théorie considère que les gens sont contrôlés par trois types de pouvoir : (1) par le pouvoir de décider et d'imposer une décision, (2) par le pouvoir d'éviter certains sujets en les sortant de l'« ordre du jour » et (3) par un pouvoir idéologique. Cette dernière dimension repose sur le pouvoir d'influencer les pensées et les souhaits des gens, sans qu'ils s'en aperçoivent, si bien que les gens finissent par faire des choses opposées à leurs intérêts. Dans cette troisième dimension principalement, le pouvoir n'est plus considéré comme propriété d'une personne mais comme un ensemble idéologique flottant, qui s’accommode plus ou moins avec les intérêts de différents groupes sociaux.